# Copa Unique de Voleibol
Copa Unique de Voleibol foi um torneio de voleibol feminino realizado pela Federación Peruana de Voleibol, cujas edições variaram entre as categorias Sub-18 e adulta.

## História
Seu primeiro torneio realizado foi em 2010 envolvendo a disputa entre quatro nações: Peru, República Dominicana, Porto Rico e Trinidad e Tobago. O torneio foi realizado visando o Mundial do mesmo ano.
A competição retornou no ano de 2013, e diferente da edição anterior foi destinada à seleções sub-18 que visavam uma preparação ao mundial que estaria por vir. A seleção da Eslovênia sagrou-se campeã ao vencer as donas de casa.

## Quadro geral
| Ordem | País                 | Medalha de ouro | Medalha de prata | Medalha de bronze | Total |
| ----- | -------------------- | --------------- | ---------------- | ----------------- | ----- |
| 1     | Eslovênia            | 1               | 0                | 0                 | 1     |
| 1     | República Dominicana | 1               | 0                | 0                 | 1     |
| 3     | Peru                 | 0               | 2                | 0                 | 2     |
| 4     | Porto Rico           | 0               | 0                | 1                 | 1     |
| 4     | Tailândia            | 0               | 0                | 1                 | 1     |